# HD 105043
HD 105043，又名BD+63 999，SAO 15710、HR 4610，是一颗恒星，视星等为6.13，位于銀經131.64，銀緯53.41，其B1900.0坐标为赤經12h 0m 36.7s，赤緯+63° 53.41′ 30″。